# ОШ „Ћирило и Методије” Главичице
ОШ „Ћирило и Методије” једна је од основних школа у Бијељини. Налази се у улици Главичице, у Главичици. Име је добила по Ћирилу и Методији, браћи из Солуна који су у 9. веку ширили писменост и хришћанство међу Словенима у Великоморавској кнежевини и Панонији.

## Историјат
Основна школа „Ћирило и Методије” је основана 1975. године. Покрива школско подручје од десет сеоских месних заједница, Главичице, Бјелошевац, Батар, Бањица, део Ченгића, део Пилице, Кацевац, Јоховац, Рухотина и део Брђана. Магистралним путем је повезана са Бијељином (25 km) и Зворником (30 km). У последње време је уређена школа и школског дворишта, које је општинска комисија два пута прогласа за најлепше школско двориште општине Бијељина. Недавно је залагањем управе, наставника и мештана у дворишту школе изграђена учионица у природи. И поред донираних средстава за куповину новог намештаја, изузетно велики проблем представља недостатак питке воде, али и повремен потпун недостатак воде у школи.